# Хорев, Кирилл Владимирович
Кирилл Владимирович Хорев (род. 18 января 1981, Ленинград) — российский хоккеист, нападающий.
Воспитанник петербургского СКА. Профессиональную карьеру провёл в петербургских клубах низших лиг «СКА-2» и «Спартак» в сезонах 1997/98 — 2003/04. 30 октября и 1 ноября 2002 года сыграл два гостевых матча в Суперлиге за СКА — против «Лады» и «Салавата Юлаева».